# El Acebo
Pour les articles homonymes, voir Acebo.
El Acebo (nom officiel), ou Acebo, est une localité de la commune (municipio) de Molinaseca, dans la comarque de El Bierzo, province de León, communauté autonome de Castille-et-León, au nord-ouest de l'Espagne. Son nom signifie « le houx ».
La localité de El Acebo est une halte sur le Camino francés du Pèlerinage de Saint-Jacques-de-Compostelle.

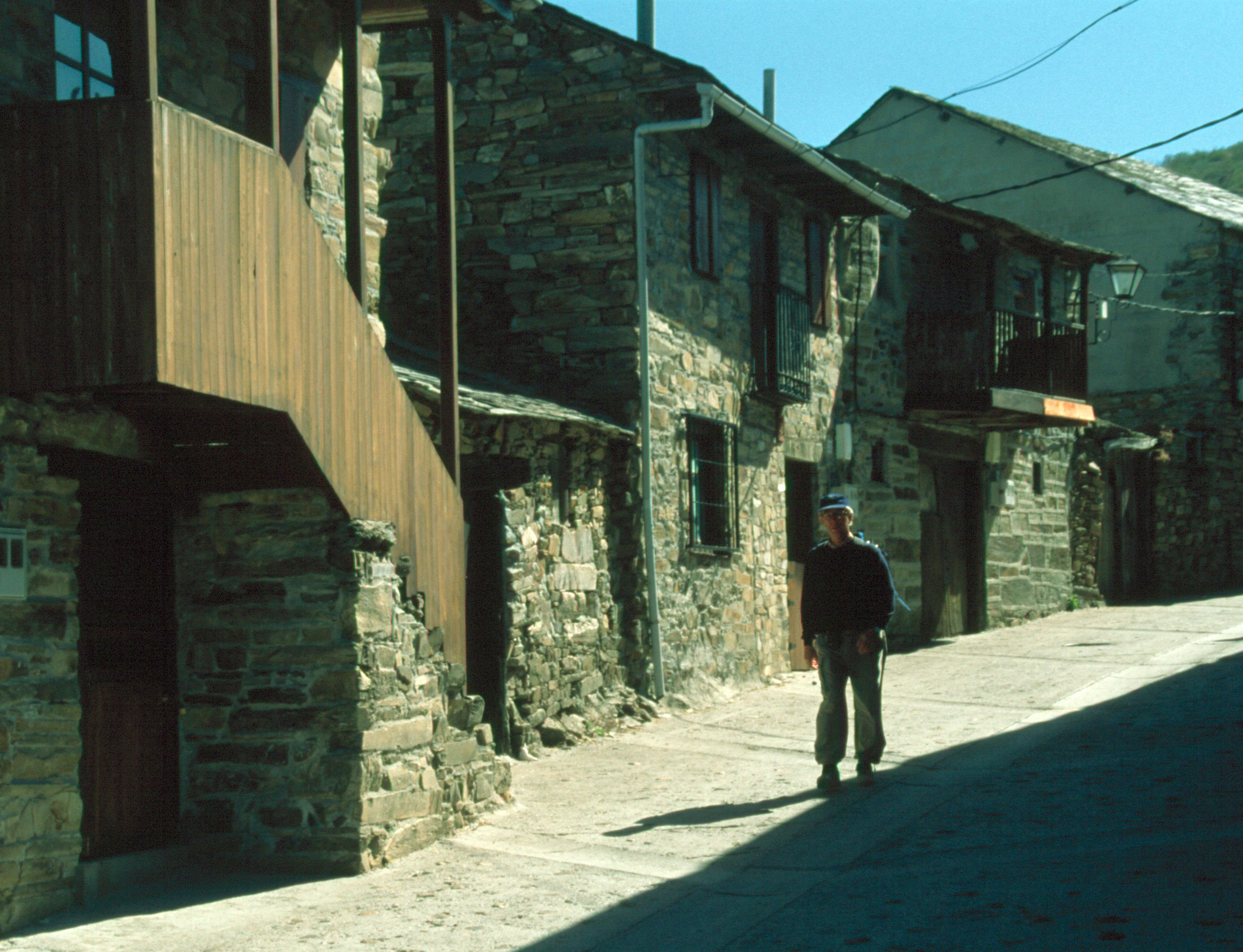
El Acebo

## Histoire
Selon la tradition orale, les habitants du Moyen Âge entretenaient huit cents perches de bois destinées à marquer, sur le sol enneigé, le chemin du pèlerinage de Compostelle, récemment libéré par le roi.

## Géographie

### Localités voisines
| Riego de Ambrós (municipio de Molinaseca)                              | Paradasolana (municipio de Molinaseca)                    | Folgoso del Monte (municipio de Molinaseca)                    |
| Villar de los Barrios (es) Valdefrancos (es) (municipio de Ponferrada) | El Acebo                                                  | Manjarín (municipio de Santa Colomba de Somoza)                |
| Espinoso de Compludo (municipio de Ponferrada)                         | Compludo, Carracedo de Compludo (municipio de Ponferrada) | Prada de la Sierra (es) (municipio de Santa Colomba de Somoza) |

## Culture et patrimoine

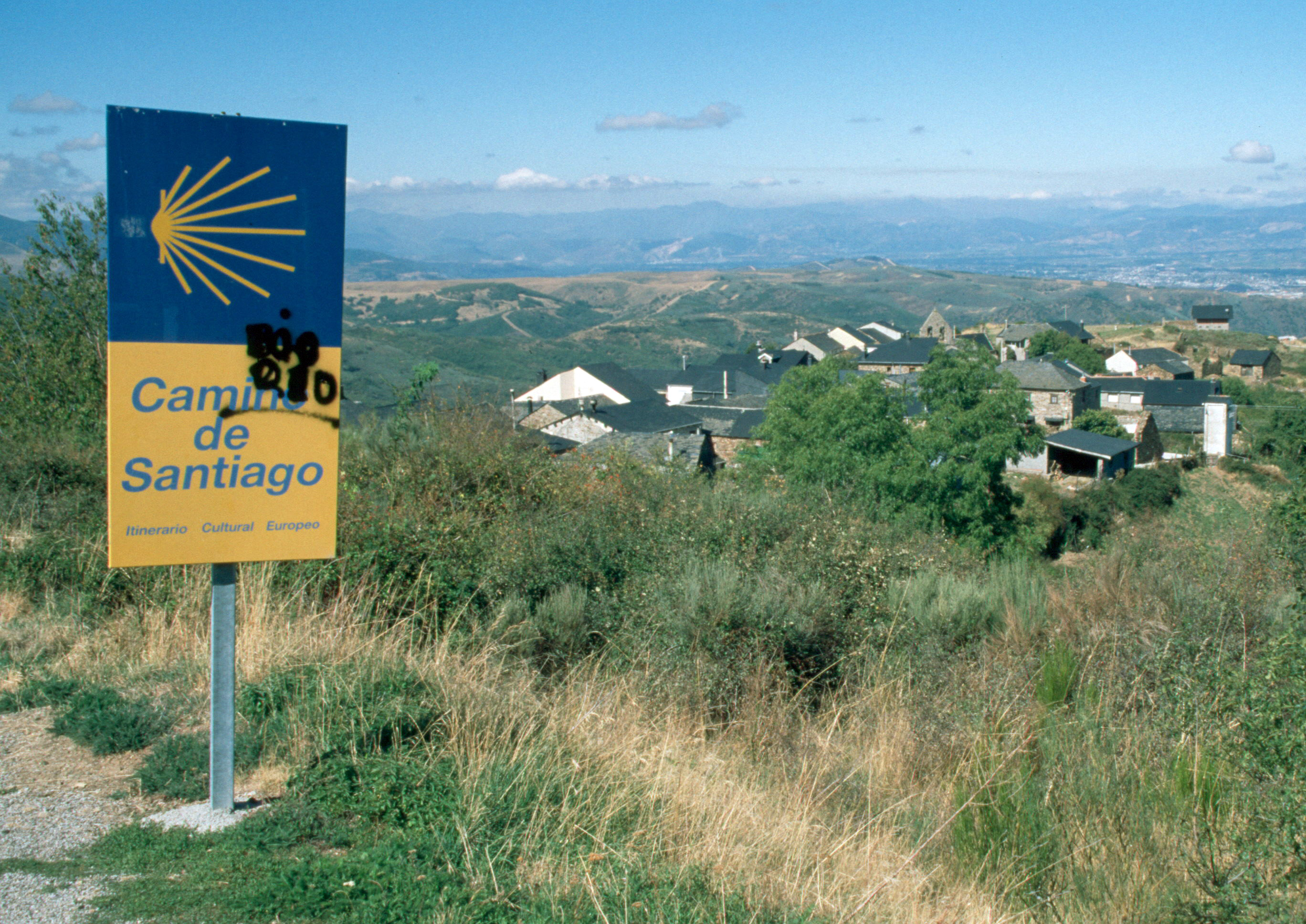
El Acebo

### Pèlerinage de Compostelle
Par le Camino francés du Pèlerinage de Saint-Jacques-de-Compostelle, le chemin vient de la localité de Manjarín, à l'est, via le Collado de las Antenas, dans le municipio voisin de Santa Colomba de Somoza.
La prochaine halte est la localité de Riego de Ambrós, dans le municipio de Molinaseca, vers le nord-ouest.

### Monuments religieux
L'église du village, décoré de panneaux polychromes, est dédiée à saint Michel archange.

### Personnages remarquables
Saint Fructueux
Peu après la sortie du village, vers le nord-ouest en direction de Riego de Ambrós et Molinaseca, se trouve l'embranchement à gauche vers le village de Compludo où saint Fructueux de Braga fonda en 640 un monastère double pour lequel il rédigea sa première règle. Dans les dépendances de ce monastère se trouvaient des forges où, selon la légende, fut façonnée l'épée de Pélage le Conquérant[réf. nécessaire] avec laquelle celui-ci battit les Omeyyades à la bataille de Covadonga en 722, marquant le début de la Reconquista.
Heinrich Krause
À la sortie du village, vers Molinaseca, se trouve un monument constitué d'un cadre métallique de vélo, à la mémoire du pèlerin allemand Heinrich Krause, décédé en ce lieu dans un accident de bicyclette le 13 août 1987.

## Sources et références
- (de) Cet article est partiellement ou en totalité issu de l’article de Wikipédia en allemand intitulé « El Acebo » (voir la liste des auteurs).

- (es) Cet article est partiellement ou en totalité issu de l’article de Wikipédia en espagnol intitulé « Molinaseca » (voir la liste des auteurs).
- (fr) Grégoire, J.-Y. & Laborde-Balen, L. , « Le Chemin de Saint-Jacques en Espagne - De Saint-Jean-Pied-de-Port à Compostelle - Guide pratique du pèlerin », Rando Éditions, mars 2006,  (ISBN 2-84182-224-9)
- (fr)« Camino de Santiago St-Jean-Pied-de-Port - Santiago de Compostela », Michelin et Cie, Manufacture Française des Pneumatiques Michelin, Paris, 2009,  (ISBN 978-2-06-714805-5)
- (fr)« Le Chemin de Saint-Jacques Carte Routière », Junta de Castilla y León, Editorial

1. ↑  (es) Rafael González Rodríguez, « El monasterio de Compludo : la primera fundación de San Fructuoso », El Bierzo Prerrománico, (1er décembre 2008).
2. ↑  ssl.panoramio.com CaminoUli2008 : El Acebo - Memoria de un Peregrino.
3. ↑  www.chemin-saint-jacques-de-compostelle.com Chemin de Saint-Jacques-de-Compostelle : Le Puy-en-Velay Santiago Fisterra : Burgos Ponferrada - El Acebo.